# Vitis International Variety Catalogue
Le Vitis International Variety Catalogue (VIVC), en français Catalogue international des variétés Vitis, est une base de données de diverses espèces et variétés / cultivars de vigne, du genre Vitis. Le VIVC est administré par l'Institut Geilweilerhof pour l'amélioration du raisin (Institut für Rebenzüchtung Geilweilerhof) à Siebeldingen, en Allemagne, et contient des informations sur les collections de vignes existant dans divers instituts de viticulture à travers le monde. En avril 2009, les informations de la base de données rassemblaient des informations provenant de 130 institutions situées dans 45 pays et contenaient environ 18 000 entrées.
La base de données a été lancée en 1983 et est disponible en ligne depuis 1996. Sa création initiale a été soutenue par l'Organisation internationale de la vigne et du vin et le Conseil International des Ressources Phytogénétiques, précurseur de Bioversity International. L'objectif de la base de données VIVC est de fournir une documentation sur les ressources génétiques de la vigne disponibles et d'être une source d'informations pour les sélectionneurs de raisins, les chercheurs en viticulture et autres professionnels du secteur.